# 72 Dywizjon Rakietowy Obrony Powietrznej
72 Dywizjon Rakietowy Obrony Powietrznej (72 dr OP) – samodzielny pododdział Wojsk Obrony Przeciwlotniczej Sił Powietrznych.
Dywizjon stacjonował w Oświęcimiu, podlegał dowódcy 1 Śląskiej Brygady Rakietowej Obrony Powietrznej. Z dniem 30 czerwca 2011 dywizjon został rozformowany.

## Historia
Dywizjon sformowano na podstawie Zarządzenia Szefa Sztabu Generalnego WP Nr 021/Org. z dnia 30 marca 1978 roku jako 72 dywizjon ogniowy artylerii rakietowej i dyslokowano w Lędzinach, z podległością dowódcy 1. Dywizji Artylerii OPK. Pierwszym uzbrojeniem jednostki były zestawy rakietowe S-125 Newa. Do zadań dywizjonu należała obrona strefy powietrznej w obrębie wschodniej części GOP.
W 1986 roku dywizjon odbył strzelania bojowe na poligonie w Aszułuku w ZSRR.
W 1991 roku zmieniono nazwę jednostki na 72 dywizjon rakietowy OP.
W roku 1999 dywizjon został przezbrojony w zmodernizowane zestawy rakietowe S-125 Newa-SC, z których w roku 2000 odbył strzelania podczas  ćwiczeń pk. Karat-2000 na poligonie w Ustce.
W związku ze zmianami w strukturach Sił Powietrznych, decyzją MON nr Z-37/Org./P1 z dnia 27 maja 2010 roku, następnie decyzją MON nr PF-68/Org./SSG/ZOiU-P1 z dnia 19 sierpnia 2010 roku oraz wykonawczym rozkazem Dowódcy Sił Powietrznych nr PF-211 z dnia 8 września 2010 roku zdecydowano o rozformowaniu jednostki w terminie do dnia 30 czerwca 2011. Na bazie jej środków sformowano nowy 35. dr OP w Skwierzynie.
72 dr OP posiadał własną odznakę pamiątkową oraz oznakę rozpoznawczą zatwierdzone decyzją nr 118/MON z dnia 10 kwietnia 2006.
Święto jednostki obchodzone było 4 czerwca – decyzja nr 114/MON z dnia 10 kwietnia 2006.

## Struktura
- dowództwo
- sztab
- bateria dowodzenia
- bateria radiotechniczna
- bateria startowa (S-125 Newa-SC)

## Dowódcy dywizjonu
- 1978–1987 – ppłk Marian Kościuk
- 1987–1991 – mjr Zbigniew Piątek
- 1991–1996 – mjr Paweł Trawkowski
- 1996–1997 – ppłk Marek Wilkosz
- 1997–2004 – mjr Jerzy Oleszczyk
- 2004–2006 – ppłk Cezary Biela
- 2006–30 czerwca 2011 – ppłk Andrzej Radwański

## Podporządkowanie
- 1 Dywizja Artylerii OPK (1978–1988)
- 1 Brygada Artylerii OPK (1988–1991)
- 1 Śląska Brygada Rakietowa Obrony Powietrznej (1991–2011)